# Regina (informatyka)
Regina – szeroko rozpowszechniony opensource'owy interpreter języka REXX opracowany przez Andersa Christensena, przeniesiony na wiele platform, w tym Unix, Windows 95, Windows NT, OS/2. Obecnie opiekunem Reginy jest Mark Hessling. 
Regina odpowiada Rexx Language Level 4.00, z pewnymi rozszerzeniami Rexx SAA API. Jest dystrybuowana na licencji GNU General Public License.